# S/S Ljusterö (1908)
S/S Ljusterö var en av Ångbåts AB Ljusterös fartyg som 1908–1930 trafikerade Stockholm - Linanäs - Marum, och 1930–1946  Stockholm - Blidös östra sida - Svartlöga. 1946-1947 Stockholm - Möja. Ljusterö skrotades i Hamburg 1955.
- 1908 S/S Ljusterö levererades av Bergsunds Mekaniska Verkstad som Ljusterö till Ångbåts AB Ljusterö  mot en byggkostnad av 103 300 kr.[1]
- 1911 grundstötning söder om Öran vid Linanäs
- 13 januari 1914 såld till Nya Ångfartygs AB

- 1914 grundstötning vid Edö
- 1930 flyttad till Stockholm - Blidös östra sida - Svartlöga
- 1946–1947 Stockholm - Möja

- Efter 1947 insattes Ljusterö som extrabåt där det uppstod behov.
- 1950 grundstötte hon vid Mankobbarna i Rödkobbsfjärden och blev liggande på sida på grund tills hon bärgades.
- 1951 såldes Ljusterö till skrothandlade Sten A. Olsson som logementsfartyg/skrot. Olsson sålde fartyget vidare till AB Väring och Ljusterö höggs upp i Hamburg.[2] [1]